# Iakoutes
Cet article concerne le peuple iakoute ou sakha. Pour leur langue, voir Iakoute.
Les Iakoutes (ou Yakoutes), qui se nomment eux-mêmes Sakha, sont un peuple turcique sibérien de la fédération de Russie, majoritaire dans la république de Sakha (Iakoutie), l’une des zones habitées les plus froides du globe  au nord-est de la Sibérie.

## Culture
En migrant dans le territoire actuel de la Iakoutie, les ancêtres iakoutes ont apporté leur culture des steppes, ensuite ils ont adapté leur savoir-faire et ont adopté de nouveaux usages. 

## Langues
La langue iakoute ou sakha appartient à la branche septentrionale des langues turques sibériennes, elle comporte de fortes similitudes avec la langue parlée au Nord de la Mongolie au XIVe siècle. Elle compte environ 456 000 locuteurs (recensement russe de 2002) surtout dans la République de Iakoutie qui appartient à la fédération de Russie, avec quelques représentants dans les régions de l'Amour, de Magadan et de Sakhaline, et dans les districts autonomes de Taïmyr et d'Evenki. 
En 2010, la population de Iakoutie est d'environ 960 000 dont environ 470 000 sont Iakoutes, soit environ 50 % de la population dans la Iakoutie. Cette proportion avait diminué pendant la domination soviétique en raison de l'immigration massive et de politiques de déplacement de population, mais elle a depuis légèrement augmenté. Étant donné le grand nombre de locuteurs, on considère que la langue iakoute est un peu moins en danger que la plupart des autres langues ethniques dans la fédération de Russie.
La géographie et l'économie divisent les Iakoutes en deux groupes principaux. Les Iakoutes du Nord sont historiquement des chasseurs semi-nomades, des pêcheurs, des éleveurs de yacks et de rennes qui ont quasiment disparu aujourd’hui . Pendant que les Iakoutes du Sud, qui s'adonnent aussi à l'élevage, s'occupent surtout de chevaux et de bétail, au contraire, se sont adaptés avec succès au pays des glaces et ont survécu jusqu’à aujourd’hui . Les deux groupes vivaient dans des yourtes et menaient une vie semi-nomade déplaçant leur camp chaque année selon l'hiver et selon l'été.

### Musique
La musique iakoute est, entre autres connue pour ses Olonkho, des poèmes épiques chantés a cappella.
Comme la majorité des musiques folkloriques turques, la gamme musicale n'utilise pas le système pentatonique, mais utilise le maqâm.

## Histoire

### Origine
À l’origine, les Iakoutes seraient, d’après Eric Crubezy, des cavaliers mongols occupant la région du Baïkal qui auraient émigré  vers le XIVe – XVe siècle aux alentours des terres glaciales de Sibérie remontants la Lena, où ils se sont mêlés à d'autres populations indigènes du Nord de la Russie comme les Évènes et les Evenks,. Selon Eric Crubezy - spécialiste du sujet -, les raisons de leur départ seraient politiques. En effet, ce dernier affirme : « L’empire de Gengis Khan éclate et beaucoup de tribus migrent vers l’Ouest mais il y en a certainement (sic) qui ont dû migrer vers le Nord. Politiquement ils n’étaient plus les bienvenus dans le Sud.

#### L'adaptation
Quand les ancêtres des Iakoutes se sont établis sur le territoire Iakoute, ils ont apporté avec eux leurs outils et leur culture, qui est devenue une partie constituante de leur culture actuelle. Ils ont dû s’adapter au climat du Nord et changer certaines de leurs méthodes. Comme lorsque, arrivés dans la région du lac Baïkal, le fer déjà travaillé qu’ils avaient l’habitude d’utiliser cassait à cause du froid et qu’ils ont dû trouver d’autres techniques. Ils ont également évolué physiquement ; étant plus petits et trapus que leurs ancêtres, les ethnologues attribuent ce changement aux alliances des Iakoutes avec d’autres tribus de la région.
Au cours des années 1620 les Russes ont commencé à s'installer dans leur territoire, ont annexé la Iakoutie, ont réussi à réprimer plusieurs rébellions de Iakoutes entre 1634 et 1642. Au début du XVIIIe siècle les Russes font de la Iakoutie une plaque tournante du commerce international, en se basant sur les chefs de clans Iakoutes pour organiser les échanges entre la Chine et l’Europe. Assumant leur rôle de cavaliers, les Iakoutes se chargent de ces échanges terrestres en faisant des voyages pouvant aller jusqu’à plusieurs mois. Cette position stratégique leur permet de s’enrichir. La découverte d'or, et plus tard la construction du Transsibérien, a amené dans la région un nombre de Russes toujours croissant, ces derniers ont fait circuler un certain nombre de maladies au sein des Iakoutes dont la tuberculose, la variole et la coqueluche. D’après l’émission «Sibérie, l'Enigme Iakoute »  les Iakoutes avaient déjà été en contact avec des Européens 2 000 ans avant notre ère et que c’est grâce à cela qu’ils ont augmenté leurs capacités de résistance et ont donc survécu aux maladies transmises des Russes, ils ont aussi, entre le milieu du XVIIIe siècle et actuellement, quasiment multiplié par 10 leur population alors que les autres peuples de Sibérie se sont quasiment éteints. Avant les années 1820 presque tous les Iakoutes avaient été convertis à l'Église orthodoxe russe bien qu'ils eussent conservé, et conservent toujours, un certain nombre de pratiques chamanistes.
En 1922, le nouveau gouvernement soviétique a appelé la région République Socialiste soviétique Autonome de Iakoutie.
La politique de Staline de collectivisation, qui a commencé en 1928, a causé des milliers de morts si bien que la société iakoute n'a vraiment commencé à se rétablir qu'à partir des années 1960.
Une République iakoute indépendante a été proclamée par le Soviet suprême de Iakoutie le 15 août 1991, mais, comme dans la région les Russes l'emportent nettement en nombre sur les Iakoutes, la chose ne s'est pas réalisée.
Les Iakoutes consacrent des moyens substantiels à l'éducation et à l'entretien de leur culture. L'épopée iakoute est inscrite depuis 2005 sur la liste du patrimoine immatériel établie par l'Unesco.

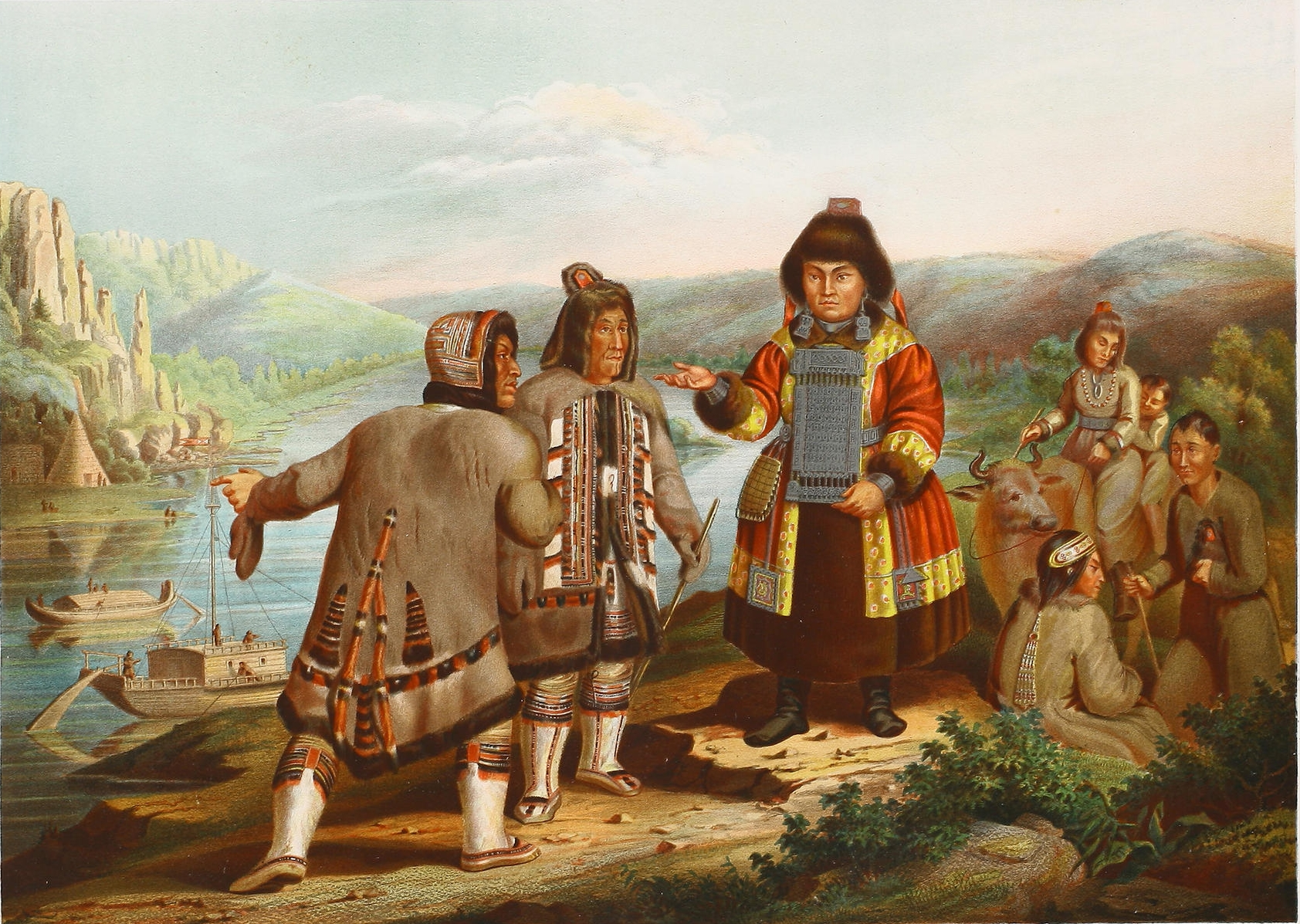
Peinture de Iakoutes en 1862.
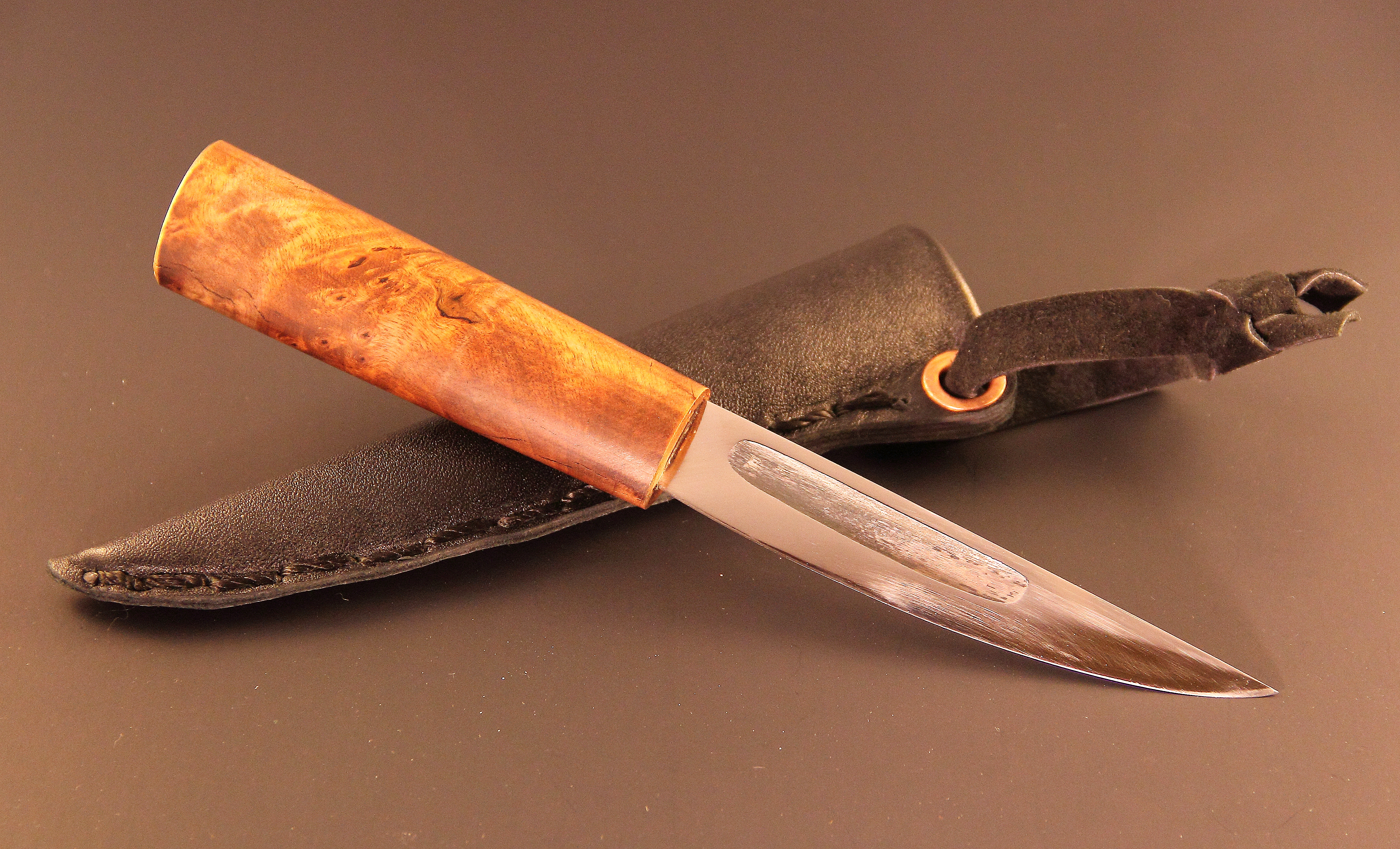
Poignard Iakoute XXIe siècle (manche en bouleau et étui en cuir)
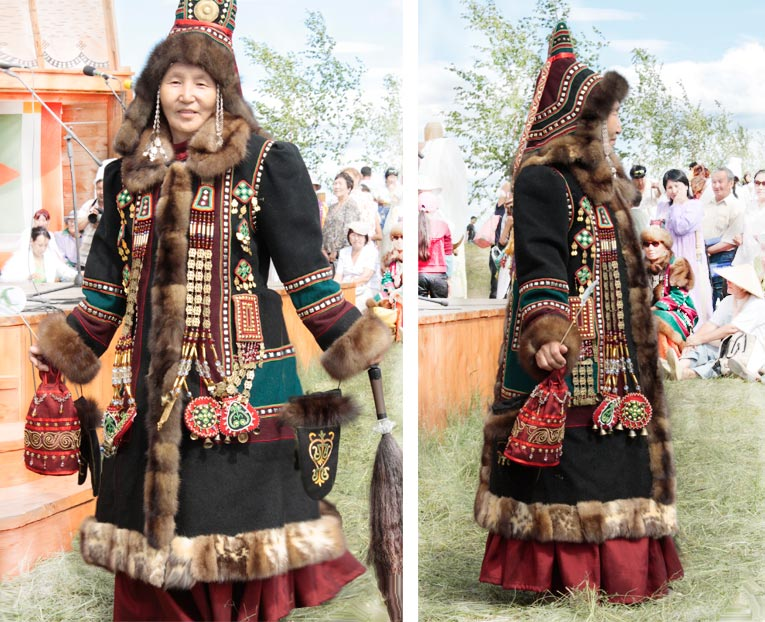
Photo d'une femme yakoute en vêtements traditionnels
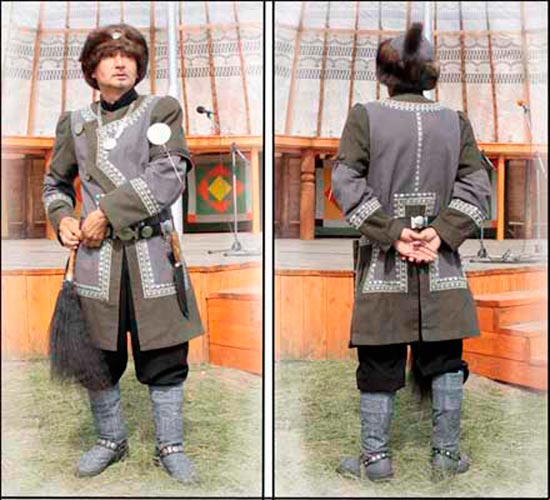
Photo d'un homme yakoute en vêtements traditionnels